# شط أم الرانب
شط أم الرانب من أهم الشطوط في الجزائر حيث تقع  بولاية ورقلة بسيدي خويلد وتتربع عل مساحة 7155 هآ ،صنفت في 12 ديسمبر 2023 ضمن معاهدة رامسار للمحافظة على المناطق الرطبة كما تضم العديد من الحيوانات أهمها الطيور المهاجرة.

## وصف
الموقع عبارة عن كتلة مياه دائمة تغذيها مياه الصرف الصحي من خمس مستوطنات وتحيط بها الكثبان الرملية. وهي ملجأ مهم للطيور المائية المهاجرة والشتاء التي تعبر الصحراء على مسارات الطيران الأفريقية - الأوراسية.
- تتكاثر في البحيرةالعديد من الطيور أبرزها:[3]
- طائر الفلامنغو الكبير
- الطيور الأسود
- البط الأوراسي الأوراسي،
- غرة أوراسية،
- أبو منجل اللامع،
- نكات العالم القديم،
- بلشون رمادي،
- رسول الغيث المطوق.

## تهديدات
- يعد تلوث مياه الصرف الصحي مصدر قلق للمستقبل وتجري دراسة لفحص إمكانية تركيب محطة معالجة المياه.